# 르비우

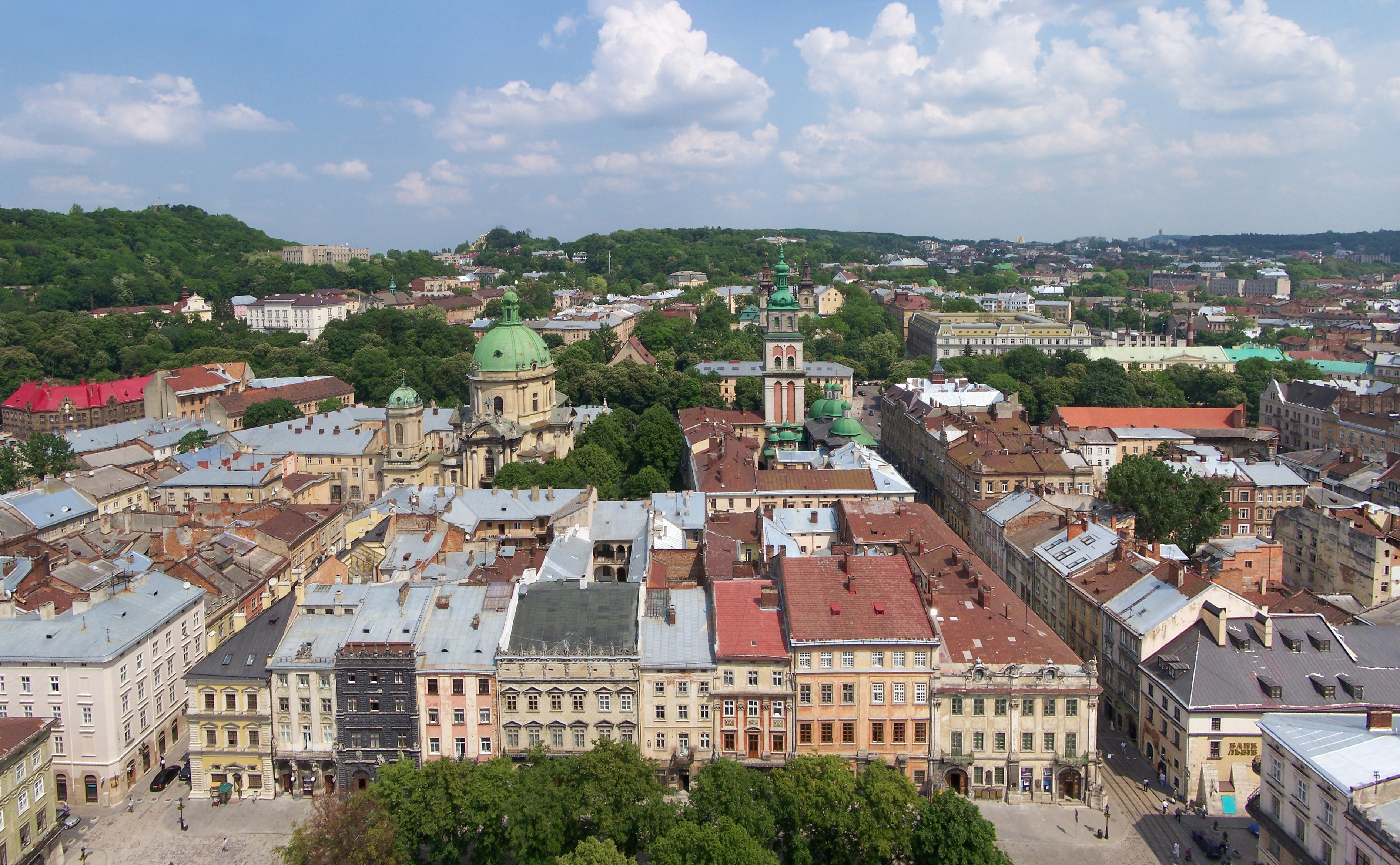
르비우 구 시가지

르비우(우크라이나어: Львів 리비우[*] [lʲʋiu̯], 문화어: 리보브)는 우크라이나 서부의 도시로 인구는 약 83만 명이다. 르비우주의 주도이며 폴란드와의 국경으로부터 70km 지점에 위치해 있다.
르비우 역사 지구는 유네스코의 세계 유산에 등록되어 있다. 온난한 대륙성 기후로 1월의 평균 기온은 -4도, 7월의 평균 기온은 18도이다. 연간의 강수량은 660mm이고 여름에는 물이 부족하다.

## 역사
갈리치아-볼히니아 왕국의 다닐로 로마노비치가 13세기에 건설하여 아들 레브(Лев)의 이름을 따라 이름을 지었다(그래서 라틴어 이름은 '레오폴리스'이다).
중세와 초기근대에는 폴란드 왕국, 후에 폴란드-리투아니아 연방의 주요 도시로 성장하였다. 폴란드-리투아니아 연방의 분할 후 오스트리아-헝가리 제국 지배하에서는 주민의 대다수가 우크라이나인이었던 동부 갈리치아의 중심지였으나 정작 르비우시만은 폴란드인과 유대인이 다수였다. 이 당시 르비우의 명칭은 렘베르크였다.
1918년 오스트리아-헝가리 제국 붕괴 후 폴란드 제2공화국의 영토가 되었다. 제2차 세계 대전의 대학살, 민족청소와 강제이주를 거치면서 폴란드인·유대인 주민들은 급격히 감소하였다.
제2차 세계 대전의 결과로 동부 갈리치아 지방이 소련의 영토가 되어 우크라이나 소비에트 사회주의 공화국에 합쳐지면서, 르비우는 우크라이나 민족주의의 중심지 가운데 하나가 되었다. 우크라이나의 수도 키이우와 함께 우크라이나 독립에 주도적인 역할을 하였다. 주요 산업으로는 기계 제조업(버스·농업·전기)이 있다.

## 행정 구역
- 할리치구(Галицький район)
- 잘리즈니차구(Залізничний район)
- 리차키우구(Личаківський район)
- 시히우구(Сихівський  район)
- 프란키우구(Франківський район)
- 셰우첸키우구(Шевченківський район)

## 주민
- 1921년: 주민 219,400 명 중, 폴란드인 112,000 명, 유대인 76,000 명, 우크라이나인 28,000 명[2]

2001년 르비우 시의 주민의 민족구성은 다음과 같다.
| 우크라이나인 | 639,000 | (88.1%) |
| 러시아인     | 64,600  | (8.9%)  |
| 벨라루스인   | 3,100   | (0.4%)  |
| 아르메니아인 | 800     | (0.1%)  |
| 유대인       | 1900    | (0.3%)  |
| 폴란드인     | 6400    | (0.9%)  |
| 합계         | 725.200 |         |

- 종교분포: (2001)[3]

45% 우크라이나 그리스 가톨릭 교회
31% 우크라이나 정교회 (키이우 총대주교청)
5% 우크라이나 독립 정교회
3% 우크라이나 정교회 (모스크바 총대주교청)
3% 기타 (아르메니아 사도교회)
- 2000년: 르비우 시민의 약 80%가 주로 우크라이나어를 사용한다.[4]

## 기후
| 르비우의 기후                                                                      | 르비우의 기후 | 르비우의 기후 | 르비우의 기후 | 르비우의 기후 | 르비우의 기후 | 르비우의 기후 | 르비우의 기후 | 르비우의 기후 | 르비우의 기후 | 르비우의 기후 | 르비우의 기후 | 르비우의 기후 | 르비우의 기후 |
| 월                                                                                 | 1월           | 2월           | 3월           | 4월           | 5월           | 6월           | 7월           | 8월           | 9월           | 10월          | 11월          | 12월          | 연간          |
| ---------------------------------------------------------------------------------- | ------------- | ------------- | ------------- | ------------- | ------------- | ------------- | ------------- | ------------- | ------------- | ------------- | ------------- | ------------- | ------------- |
| 역대 최고 기온 °C (°F)                                                             | 14.9 (58.8)   | 17.9 (64.2)   | 23.5 (74.3)   | 28.9 (84.0)   | 32.2 (90.0)   | 34.1 (93.4)   | 36.3 (97.3)   | 35.6 (96.1)   | 34.5 (94.1)   | 25.6 (78.1)   | 21.6 (70.9)   | 16.5 (61.7)   | 36.3 (97.3)   |
| 일평균 최고 기온 °C (°F)                                                           | 0.2 (32.4)    | 2.0 (35.6)    | 7.0 (44.6)    | 14.5 (58.1)   | 19.5 (67.1)   | 23.0 (73.4)   | 24.7 (76.5)   | 24.5 (76.1)   | 19.0 (66.2)   | 13.2 (55.8)   | 6.8 (44.2)    | 1.5 (34.7)    | 13.0 (55.4)   |
| 일일 평균 기온 °C (°F)                                                             | −2.7 (27.1)   | −1.5 (29.3)   | 2.5 (36.5)    | 9.0 (48.2)    | 13.8 (56.8)   | 17.3 (63.1)   | 19.0 (66.2)   | 18.5 (65.3)   | 13.5 (56.3)   | 8.4 (47.1)    | 3.3 (37.9)    | −1.3 (29.7)   | 8.3 (46.9)    |
| 일평균 최저 기온 °C (°F)                                                           | −5.7 (21.7)   | −4.8 (23.4)   | −1.4 (29.5)   | 3.8 (38.8)    | 8.4 (47.1)    | 12.0 (53.6)   | 13.7 (56.7)   | 13.2 (55.8)   | 8.7 (47.7)    | 4.4 (39.9)    | 0.4 (32.7)    | −4.1 (24.6)   | 4.1 (39.4)    |
| 역대 최저 기온 °C (°F)                                                             | −28.5 (−19.3) | −29.5 (−21.1) | −25.0 (−13.0) | −12.1 (10.2)  | −5.0 (23.0)   | 0.5 (32.9)    | 4.5 (40.1)    | 2.6 (36.7)    | −3.0 (26.6)   | −13.2 (8.2)   | −17.6 (0.3)   | −25.6 (−14.1) | −29.5 (−21.1) |
| 평균 강수량 mm (인치)                                                              | 46 (1.8)      | 48 (1.9)      | 48 (1.9)      | 52 (2.0)      | 93 (3.7)      | 86 (3.4)      | 96 (3.8)      | 73 (2.9)      | 70 (2.8)      | 57 (2.2)      | 50 (2.0)      | 50 (2.0)      | 769 (30.3)    |
| 평균 강우일수                                                                      | 9             | 9             | 11            | 14            | 16            | 17            | 16            | 14            | 14            | 14            | 13            | 11            | 158           |
| 평균 강설일수                                                                      | 17            | 17            | 11            | 3             | 0.1           | 0             | 0             | 0             | 0             | 1             | 8             | 15            | 72            |
| 평균 상대 습도 (%)                                                                 | 83.0          | 81.3          | 76.5          | 69.3          | 70.7          | 74.0          | 74.9          | 76.3          | 79.4          | 80.3          | 83.8          | 85.1          | 77.9          |
| 평균 월간 일조시간                                                                 | 64            | 79            | 112           | 188           | 227           | 238           | 254           | 222           | 179           | 148           | 56            | 37            | 1,804         |
| 출처 1: Pogoda.ru.net (평년값: 1991년~2020년, 극값: 1936년~현재)                   |               |               |               |               |               |               |               |               |               |               |               |               |               |
| 출처 2: 미국 해양대기청 (상대습도: 1981년~2010년, 일조시간: 1961년~1990년), Ogimet |               |               |               |               |               |               |               |               |               |               |               |               |               |

## 자매 도시
- 캐나다 위니펙 (1973)
- 독일 프라이부르크 (1989)
- 영국 로치데일 (1992)
- 폴란드 제슈프 (1992)
- 헝가리 부다페스트 (1993)
- 이스라엘 리숀레지온 (1993)
- 폴란드 크라쿠프 (1995)
- 폴란드 프셰미실 (1995)
- 세르비아 노비사드 (1999)
- 우즈베키스탄 사마르칸트 (2000)
- 조지아 쿠타이시 (2002)
- 폴란드 브로츠와프 (2003)
- 폴란드 우치 (2003)
- 폴란드 루블린 (2004)
- 보스니아 헤르체고비나 바냐루카 (2004)
- 러시아 상트페테르부르크 (2006)

## 같이 보기
- 르비우 아르메니아 사도교회 대성당